# Tsalka
Tsalka (in georgiano წალკა?) è un comune della Georgia, situato nella regione di Kvemo Kartli.